# Patak (vízfolyás)

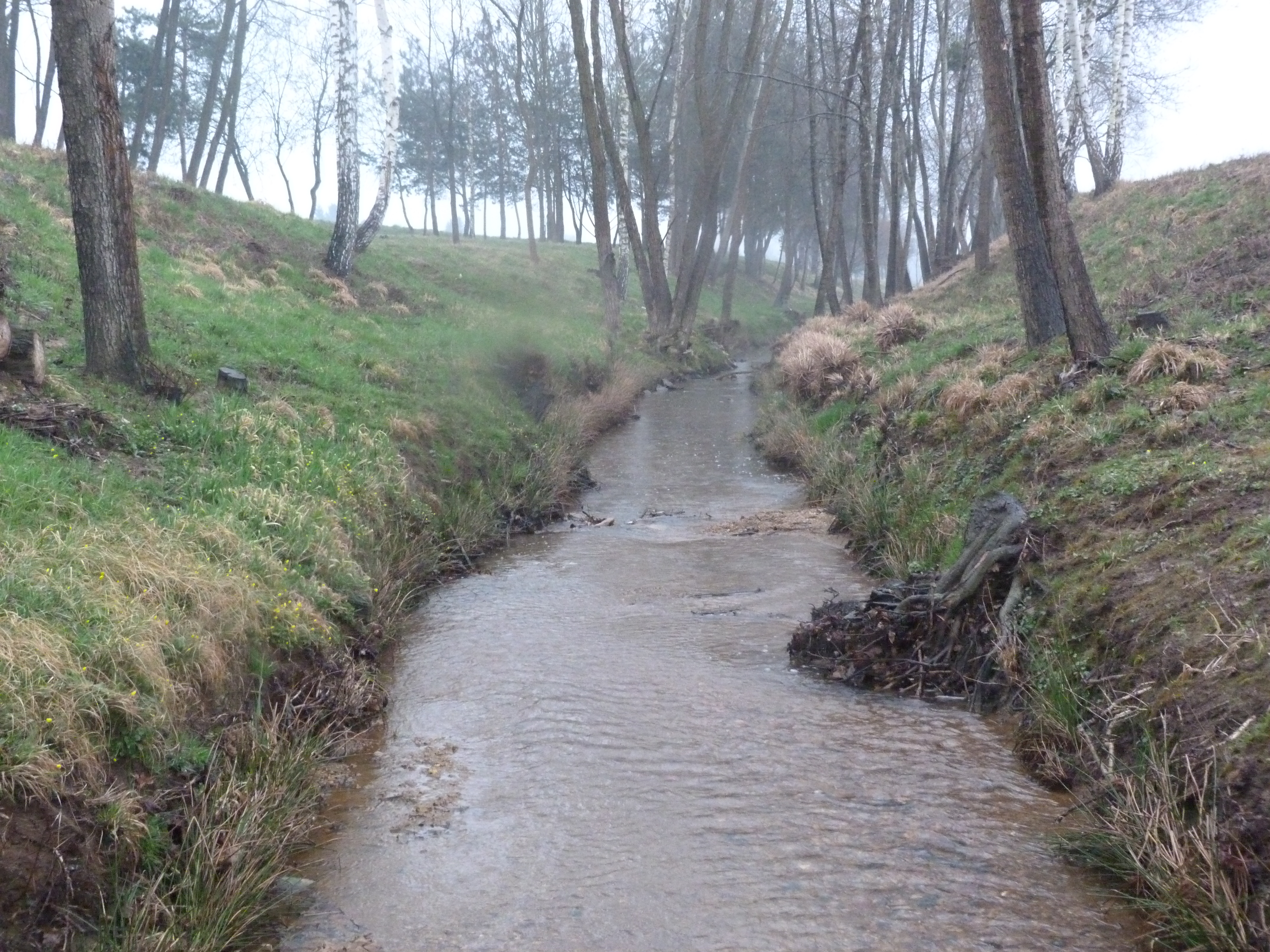
Szentgyörgyvölgyi patak

A patak kis méretű, sekély és mindössze néhány, vagy néhány tíz kilométer hosszúságú, többnyire felszíni vízfolyás. A pataknál nagyobb vízfolyás a folyó. A barlangokban futó vízfolyásokat barlangi pataknak nevezik.
A magyar természetföldrajz beosztása szerint a 100 km hosszúság és az 1000 km² alatti vízgyűjtő területtel rendelkező vízfolyások pataknak számítanak. A patakok csermelyektől és erektől való megkülönböztetése elnevezésük alapján nehézkes, mivel számos esetben a különböző vízfolyásokat nem a természetföldrajzi beosztás szabályai alapján nevezték el, hanem a köznyelvben elterjedt elnevezésük maradt fenn. Erre szolgál példaként az Által-ér, melynek mind hossza, mind vízhozama meghaladja a klasszikus értelemben érnek nevezhető vízfolyások ezen paramétereit. 
A patakok elnevezése Magyarországon többnyire forrásukról (Bán-patak: Bánkút), a forrásukhoz közel eső településről (Csernely-patak: Csernely, Sátai-patak: Sáta), vagy az útjuk során a partjuk mentén fekvő legnagyobb városról (Eger-patak: Eger, Gyöngyös-patak: Gyöngyös), esetleg a forrásuknak helyt adó völgyről (Hór-patak: Hór-völgy) nevezik el.